# Алакаевское нефтяное месторождение
Алакаевское (Аллакаевское) нефтяное месторождение — месторождение около деревни Алакаево Ишимбайского района Башкортостана, Россия. Открыто в 1958 году. Приурочено к небольшому рифовому массиву (1,5х1,5) сакмаро-артинского возраста. Нефтеносны известняки. Месторождение разбурено и разрабатывается единичными скважинами.
Расположено в 9 км к ЮЗ от города Ишимбая, в черте города Салавата, в пределах водоохранной зоны реки Белой.
В 4 км к западу от месторождения проходит железная дорога и автодорога Р240 Уфа — Оренбург. Ближайшая железнодорожная станция — Салават.
Дегазированная нефть Алакаевского месторождения — эмульгатор запатентованной гидрофобной эмульсии.